# Погост Троица
Погост Троица — населённый пункт в Молоковском районе Тверской области, входит в состав Молоковского сельского поселения.

## География
Расположен на берегу реки Могоча в 3 км на юго-восток от районного центра посёлка Молоково.

## История
В 1802 году на Троицком погосте была построена каменная Троицкая церковь с 3 престолом. 
В конце XIX — начале XX века Троицкий погост входил в состав Алешковской волости Бежецкого уезда Тверской губернии. 
С 1929 года Погост Троица входил в состав Рамешинского сельсовета Молоковского района Бежецкого округа Московской области, с 1935 года — в составе Калининской области, с 2005 года — в составе Молоковского сельского поселения.

## Население
| 1859 | 2008 | 2010 |
| ---- | ---- | ---- |
| 26   | ↘0   | →0   |

## Достопримечательности
В Погосте Троица расположена недействующая Церковь Троицы Живоначальной (1802).